# Pseudocuma laeve
Pseudocuma laeve is een zeekomma uit de familie Pseudocumatidae. De wetenschappelijke naam van de soort is voor het eerst geldig gepubliceerd in 1914 door Georg Ossian Sars.